# Teodora Pallavolo Ravenne
Pour les articles homonymes, voir Ravenne (homonymie).
Maillots
La Teodora Pallavolo Ravenne  est un club italien de volley-ball féminin fondé en 1965 et basé à Ravenne qui évolue pour la saison 2019-2020 en Serie A2.

## Historique
La Teodora Pallavolo Ravenna est l'une des plus célèbres formation du volley-ball féminin et est la seule équipe italienne à avoir remporté le titre mondial féminin par club.
La société qui a porté plusieurs noms différents au cours de son existence en raison de changements de sponsors principaux, n'évolue plus aujourd'hui dans les divisions professionnelles du championnat italien.

## Palmarès
- Championnat d'Italie[3].
  - Vainqueur : 1981, 1982, 1983, 1984, 1985, 1986, 1987, 1988, 1989, 1990, 1991.
  - Finaliste : 1993.
- Coupe d'Italie[3]. 
  - Vainqueur : 1980, 1981, 1984, 1985, 1987, 1991
- Coupe des champions[3].
  - Vainqueur : 1988, 1992.
  - Finaliste :1984, 1985, 1986, 1987, 1989, 1990, 1993.
- Coupe de la CEV
  - Finaliste : 2002
- Championnat du monde des clubs[3].
  - Vainqueur : 1992.

## Joueuses majeures
- Valentina Fiorin  Italie
- Carolina Costagrande  Italie
- Gabriela Pérez del Solar  Pérou
- Brigitte Lesage  France
- Stacy Sykora  États-Unis
- Heather Bown  États-Unis
- Eleonora Lo Bianco  Italie
- Virginie De Carne  Belgique
- Simona Rinieri  Italie
- Serena Ortolani  Italie
- Henriette Weersing  Pays-Bas

## Effectifs

### Saison 2020-2021
| No                                          | Nom                                         | Date de naissance                           | Taille                         | Poids                          | Poste                          |
| ------------------------------------------- | ------------------------------------------- | ------------------------------------------- | ------------------------------ | ------------------------------ | ------------------------------ |
| 1                                           | Rachele Morello                             | 7 novembre 2000                             | 185                            | 77                             | Passeuse                       |
| 2                                           | Chiara Poggi                                | 27 janvier 2001                             | 181                            |                                | Passeuse                       |
| 4                                           | Rebecca Piva                                | 1er mai 2001                                | 183                            |                                | Réceptionneuse-attaquante      |
| 5                                           | Stefania Bernabè                            | 10 mars 1998                                | 183                            |                                | Attaquante                     |
| 6                                           | Flavia Assirelli                            | 26 septembre 1990                           | 183                            | 74                             | Centrale                       |
| 7                                           | Greta Monaco                                | 9 août 2001                                 | 175                            |                                | Réceptionneuse-attaquante      |
| 8                                           | Ludovica Guidi                              | 17 décembre 1992                            | 186                            |                                | Centrale                       |
| 9                                           | Alice Torcolacci                            | 27 février 2000                             | 182                            |                                | Centrale                       |
| 10                                          | Alessandra Guasti                           | 7 août 1996                                 | 186                            | 70                             | Réceptionneuse-attaquante      |
| 11                                          | Júlia Kavalenka                             | 2 mars 1999                                 | 193                            | 84                             | Attaquante                     |
| 12                                          | Laura Grigolo                               | 1er mars 1996                               | 183                            | 67                             | Réceptionneuse-attaquante      |
| 13                                          | Giulia Rocchi                               | 20 décembre 1992                            | 168                            |                                | Libero                         |
| 17                                          | Beatrice Giovanna                           | 3 janvier 1999                              | 170                            |                                | Libero                         |
|                                             |                                             |                                             |                                |                                |                                |
| Encadrement technique                       | Encadrement technique                       |                                             | Légende                        | Légende                        | Légende                        |
| Entraîneur : Simone Bendandi                | Entraîneur : Simone Bendandi                | Entraîneur : Simone Bendandi                | : Capitaine                    | : Capitaine                    | : Capitaine                    |
| Entraîneur(s) adjoint(s) : Odelvis Dominico | Entraîneur(s) adjoint(s) : Odelvis Dominico | Entraîneur(s) adjoint(s) : Odelvis Dominico | : Joueuse blessée actuellement | : Joueuse blessée actuellement | : Joueuse blessée actuellement |